# Futarasan-schrijn
De Futarasan-schrijn (Japans: 二荒山神社, Futarasan jinja) is een shintoïstisch heiligdom in de Japanse stad Nikko.
Het heiligdom werd in 767 gesticht door de monnik Shodo, die het boeddhisme in de regio introduceerde. De schrijn is vernoemd naar de berg Nantai, die ook Futarasan wordt genoemd, en is behalve aan Nantai ook aan de bergen Nyoho en Taro gewijd. Na de stichting van de Futarasan-schrijn groeide Nikko uit tot een spiritueel centrum, waardoor de plek in de 17e eeuw gekozen werd als laatste rustplaats van shogun Tokugawa Ieyasu.
De schrijn bevindt zich naast Nikko Toshogu en Taiyu-in Reibyo (deel van het tempelcomplex Rinno-ji) en is een van de grote bezienswaardigheden in Nikko. Samen met die twee tempelcomplexen zijn 23 gebouwen van de Futarasan-schrijn, waaronder de beroemde houten boogbrug Shinkyo, erkend als UNESCO Werelderfgoed.